# Palirisa renei
Palirisa renei är en fjärilsart som beskrevs av Felix Bryk 1944. Palirisa renei ingår i släktet Palirisa och familjen Eupterotidae. Inga underarter finns listade i Catalogue of Life.